# Casais (Lousada)
Casais é uma povoação portuguesa do Município de Lousada que foi sede da extinta Freguesia de Casais, freguesia que tinha 2,51 km² de área e 1 401 habitantes (2011), e, por isso, uma densidade populacional de 558,2 hab/km². 
A Freguesia de Casais foi extinta pela reorganização administrativa de 2012/2013, tendo sido agregada à Freguesia de Nespereira para criar a nova União de Freguesias de Nespereira e Casais.
Casais possui um parque de lazer e merendas, que é atravessado pelo Rio Mesio. Ideal para convívios.
É também conhecida como São Paio de Casais, ou apenas São Paio. A nível religioso possui uma Igreja, assim como duas capelas, a de Santo António, cujas festividades celebra no fim-de-semana seguinte ao dia de Santo António, e a do Senhor do Calvário.
Possui um engenho do linho, onde se pode observar o tradicional processo de fabrico do mesmo.

## População
| População da freguesia de Casais | População da freguesia de Casais | População da freguesia de Casais | População da freguesia de Casais | População da freguesia de Casais | População da freguesia de Casais | População da freguesia de Casais | População da freguesia de Casais | População da freguesia de Casais | População da freguesia de Casais | População da freguesia de Casais | População da freguesia de Casais | População da freguesia de Casais | População da freguesia de Casais | População da freguesia de Casais |
| -------------------------------- | -------------------------------- | -------------------------------- | -------------------------------- | -------------------------------- | -------------------------------- | -------------------------------- | -------------------------------- | -------------------------------- | -------------------------------- | -------------------------------- | -------------------------------- | -------------------------------- | -------------------------------- | -------------------------------- |
| 1864                             | 1878                             | 1890                             | 1900                             | 1911                             | 1920                             | 1930                             | 1940                             | 1950                             | 1960                             | 1970                             | 1981                             | 1991                             | 2001                             | 2011                             |
| 477                              | 479                              | 484                              | 522                              | 601                              | 613                              | 544                              | 702                              | 839                              | 893                              | 1 010                            | 1 160                            | 1 178                            | 1 405                            | 1 401                            |

| Distribuição da População por Grupos Etários | Distribuição da População por Grupos Etários | Distribuição da População por Grupos Etários | Distribuição da População por Grupos Etários | Distribuição da População por Grupos Etários | Distribuição da População por Grupos Etários | Distribuição da População por Grupos Etários | Distribuição da População por Grupos Etários | Distribuição da População por Grupos Etários | Distribuição da População por Grupos Etários |
| -------------------------------------------- | -------------------------------------------- | -------------------------------------------- | -------------------------------------------- | -------------------------------------------- | -------------------------------------------- | -------------------------------------------- | -------------------------------------------- | -------------------------------------------- | -------------------------------------------- |
| Ano                                          | 0-14 Anos                                    | 15-24 Anos                                   | 25-64 Anos                                   | > 65 Anos                                    |                                              | 0-14 Anos                                    | 15-24 Anos                                   | 25-64 Anos                                   | > 65 Anos                                    |
| 2001                                         | 322                                          | 231                                          | 716                                          | 136                                          |                                              | 22,9%                                        | 16,4%                                        | 51,0%                                        | 9,7%                                         |
| 2011                                         | 236                                          | 226                                          | 793                                          | 146                                          |                                              | 16,8%                                        | 16,1%                                        | 56,6%                                        | 10,4%                                        |